# Декада
Дека́да (др.-греч. δεκάς, δεκάδος — «десяток»; 10; устар. «десятерица») — совокупность из 10 частей.

## Исторические употребления
- В древности — группа, состоящая из десяти каких-либо единиц (например, при счёте солдат, дней и т.д.).
- Единица исчисления времени, равная десяти дням, принятая вместо недели во французском республиканском календаре.
- Деление месяца на три декады по 10 дней в древнегреческом календаре.
- Аналогичное деление месяца на три декады существовало также в старинном японском календаре, где соответствующий период назывался дзюн (яп. 旬). Это деление было отражено, например, в названии японского журнала о кино «Кинэма Дзюмпо»[1], выходившего в течение нескольких десятилетий трижды в месяц; впоследствии периодичность уменьшилась до одного номера в две недели, однако название осталось прежним.
- Декада — в мистической арифметике совершенное число, так как заключает в себе сумму первых основных чисел: 1+2+3+4=10[2].

## Современные употребления
- Период времени длительностью в 10 дней, десятидневка, третья часть месяца. Используется преимущественно в статистике и экономике, а также при планировании общественно-культурных событий, например «декада литературы и искусства народов России», «декада грузинского кино в Москве» и т. п.
- Аналогичное по происхождению английское слово decade означает не десять дней, а десять лет.
- Логарифмический интервал, лежащий между значениями, отношение которых равно 10. Например, диапазон частот видимого света занимает 0,24 декады;
  - единица частотного интервала; равна интервалу между двумя частотами (f1 и f2), десятичный логарифм отношения которых lg(f2/f1) = 1, что соответствует f2/f1 = 10.
- В цифровой электронике — счётчик на 10.